# Егусі

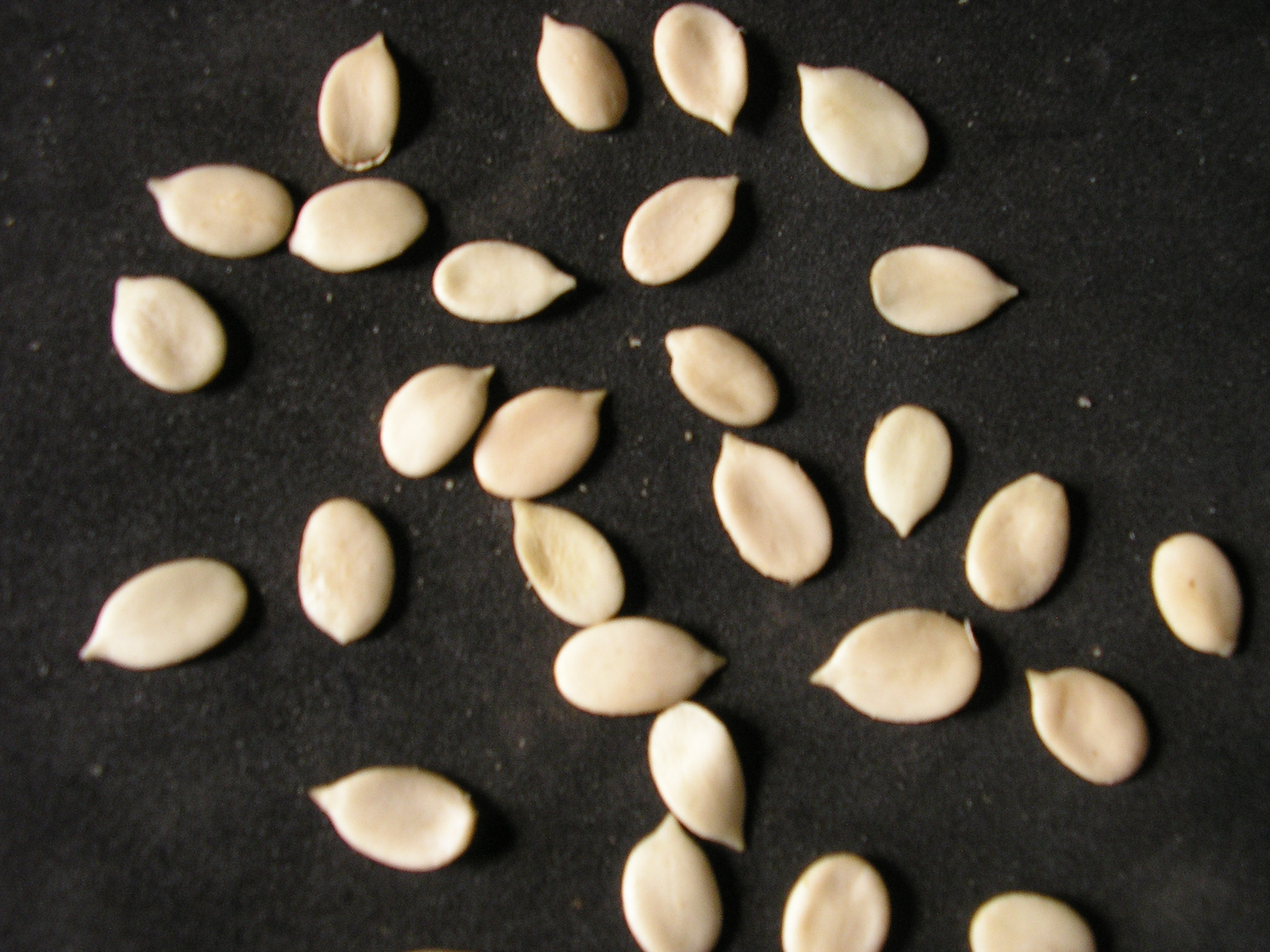
Насіння егусі без оболонок

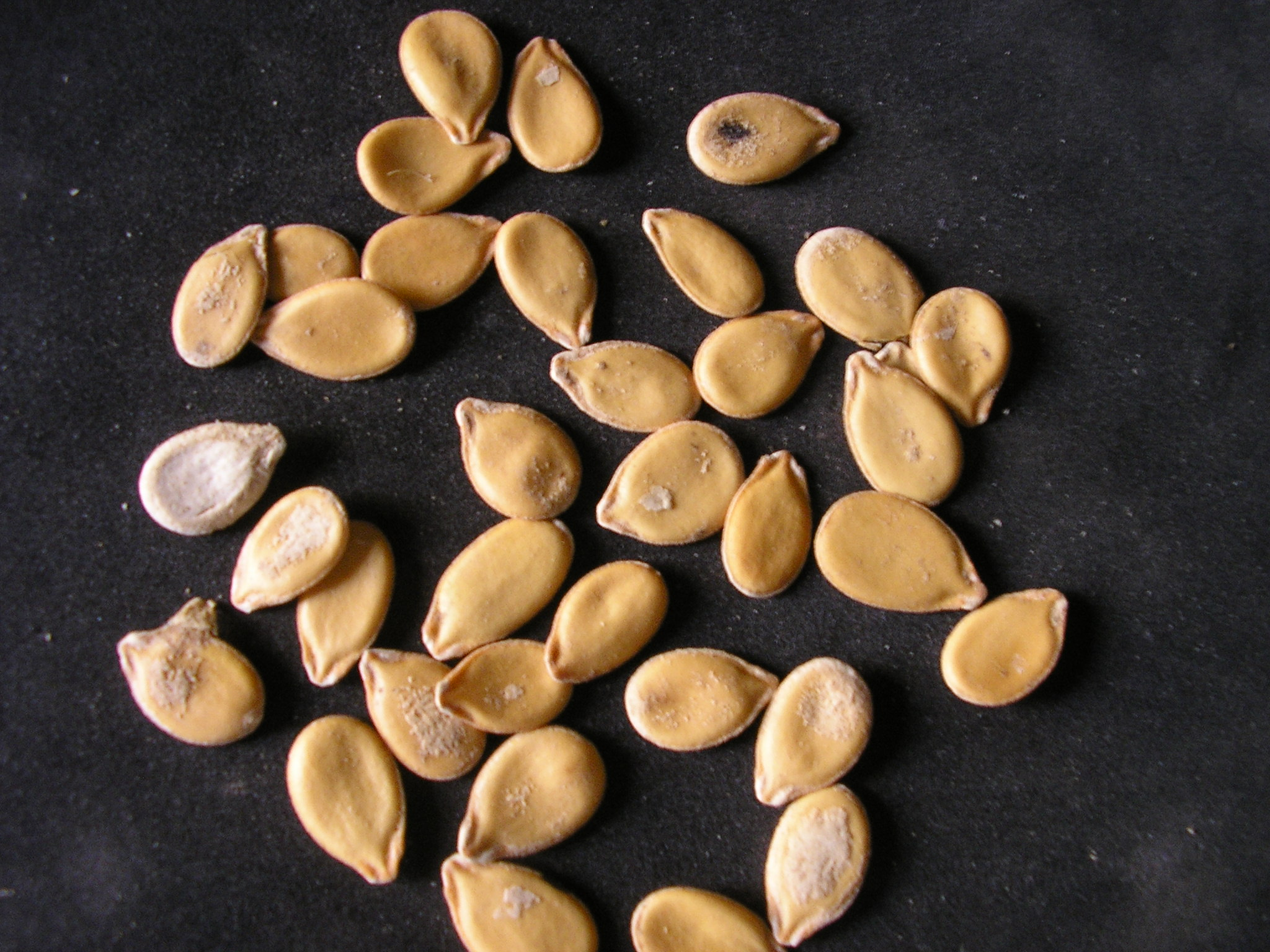
Насіння егусі зі шкаралупою

Егусі (також відомий різними назвами есвусі, агусі, охуе, агуші) — це назва збагаченого білком насіння деяких гарбузових рослин (кабачок, диня, гарбуз, Cucumeropsis mannii та Citrullus lanatus), які після висушування та подрібнення використовуються як основний інгредієнт у Західно-Африканській кухні.
Це слово використовується до насіння колоцинта кавуна, та взагалі для насіння будь-якої гарбузової рослини. Характеристики та використання насіння в цілому схожі. Основні країни, що вирощують егусі, включають Малі, Буркіна-Фасо, Того, Гану, Кот-д'Івуар, Бенін, Нігерію та Камерун.

## Використання
Суп з егусі — це різновид супу, загущеного меленими насінням і популярний у Західній Африці, зі значними місцевими варіаціями. Крім насіння, води та олії, суп з егузі зазвичай містить листові овочі, пальмову олію, інші овочі, приправи та м'ясо. Листові овочі, які зазвичай використовуються для приготування супу з егусі, включають гірколіст, лист гарбуза, целозію та шпинат. Типові інші овочі включають помідори та бамію. Типовими приправами є перець чилі, цибуля та Parkia biglobosa. Також зазвичай використовується яловичина, коза, риба, креветки або раки.
У Нігерії егусі поширені серед мешканців південно-західного народу йоруба та південно-східної частини Нігерії ігбо.
У Гані егусі також називають акатоа або агуші, і, як у Нігерії, його використовують для супу та рагу а найпопулярніше — у соусі палавер.
Наприкінці 1980-х років уряд Канади профінансував проект, призначений для розробки машини, яка б допомагала камерунцям вилущувати насіння егусі. У Нігерії була розроблена машина для чищення егусі.

## Галерея

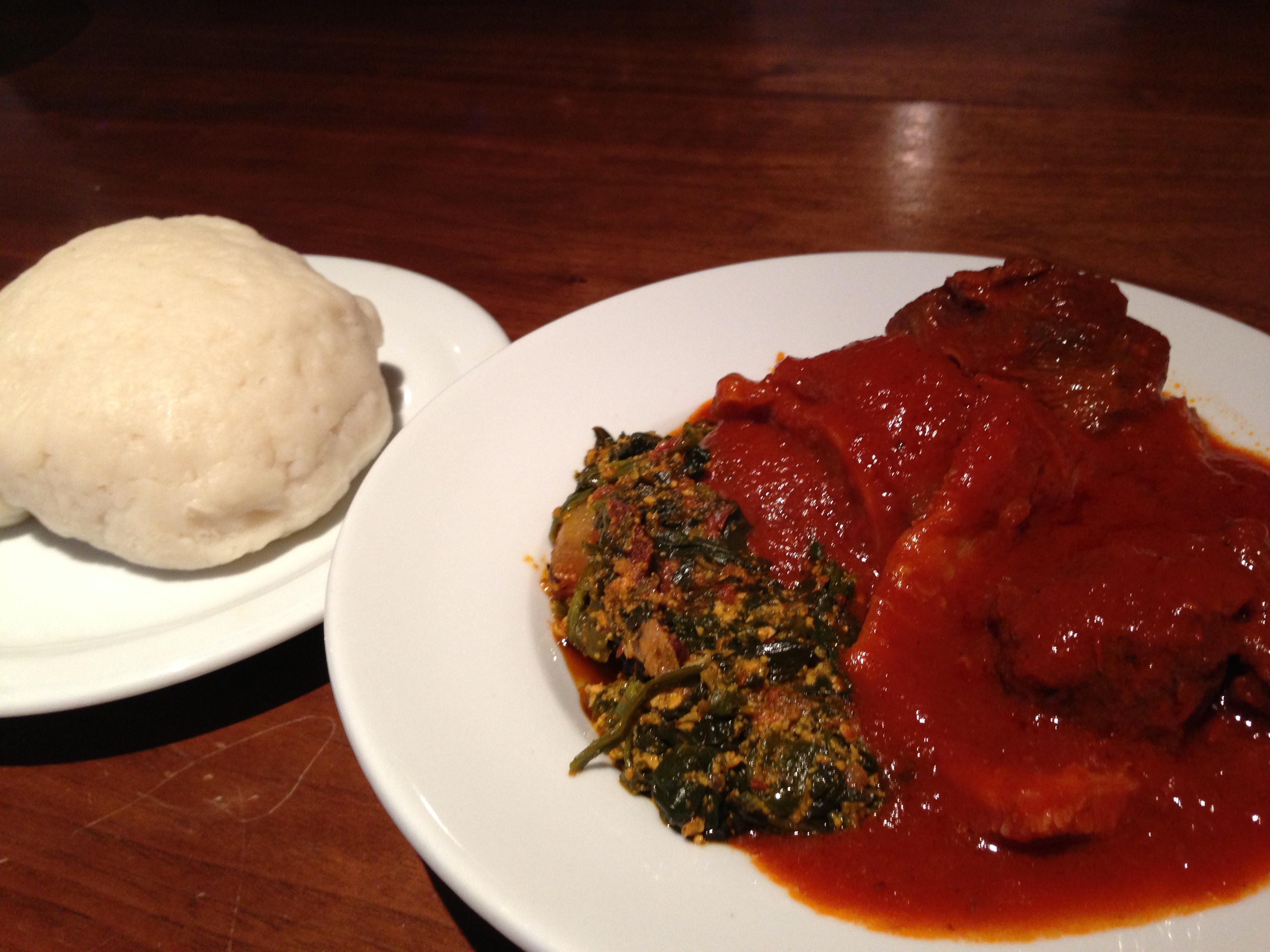
Тарілка товченого ямсу та супу з егусі
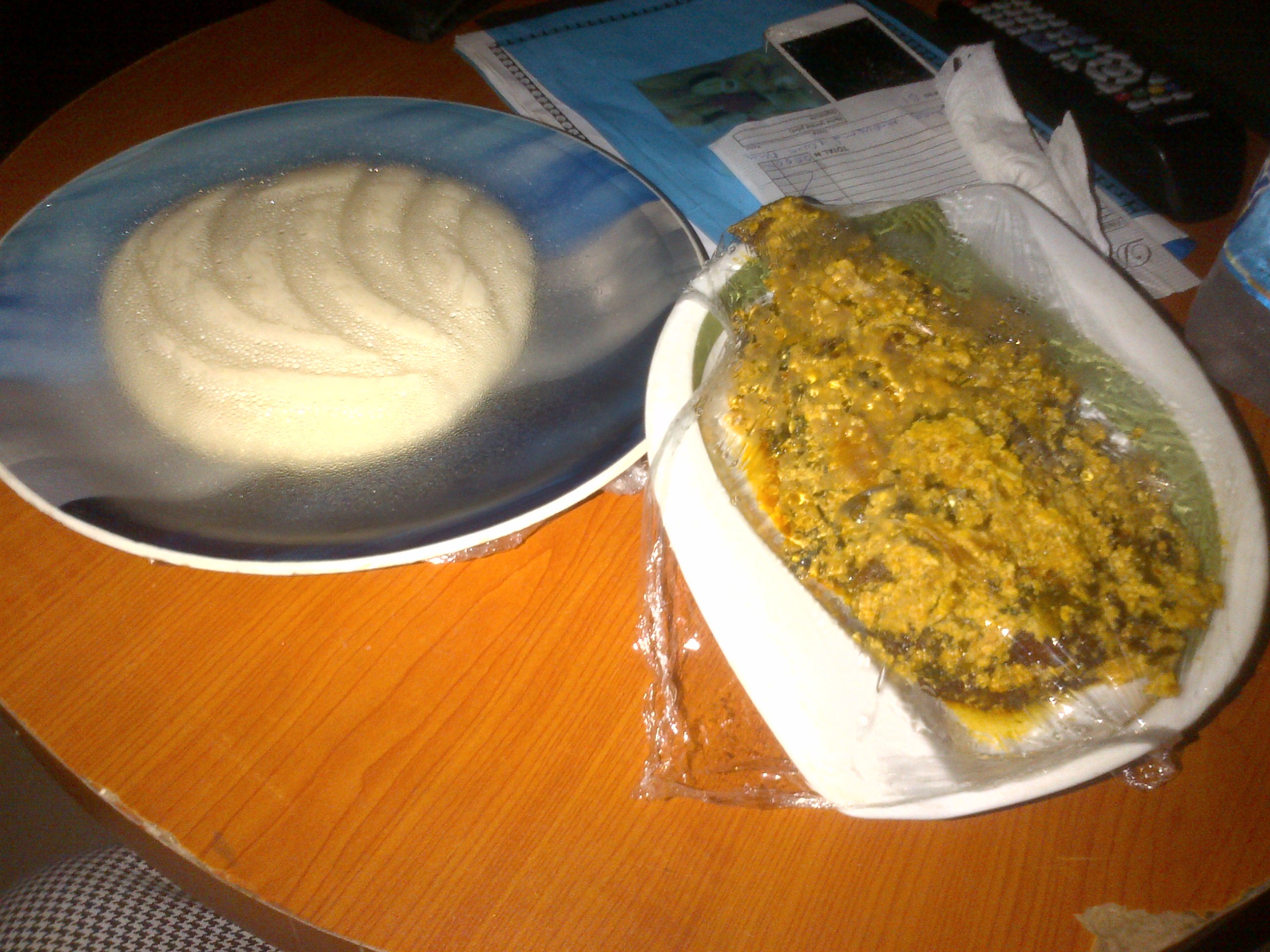
Товчений ямс і суп з егусі, поданий з рибою
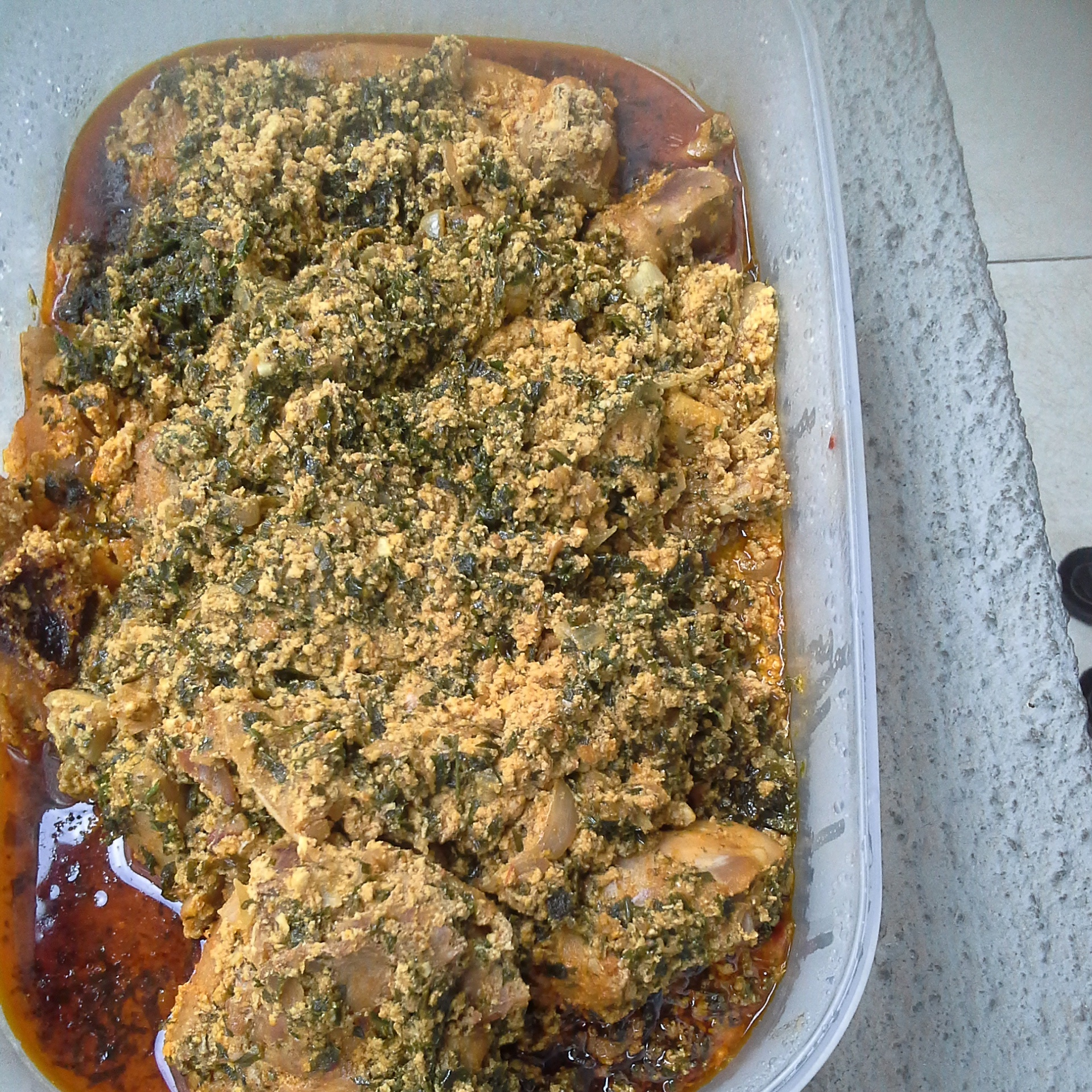
Суп з егусі та гіркого листя
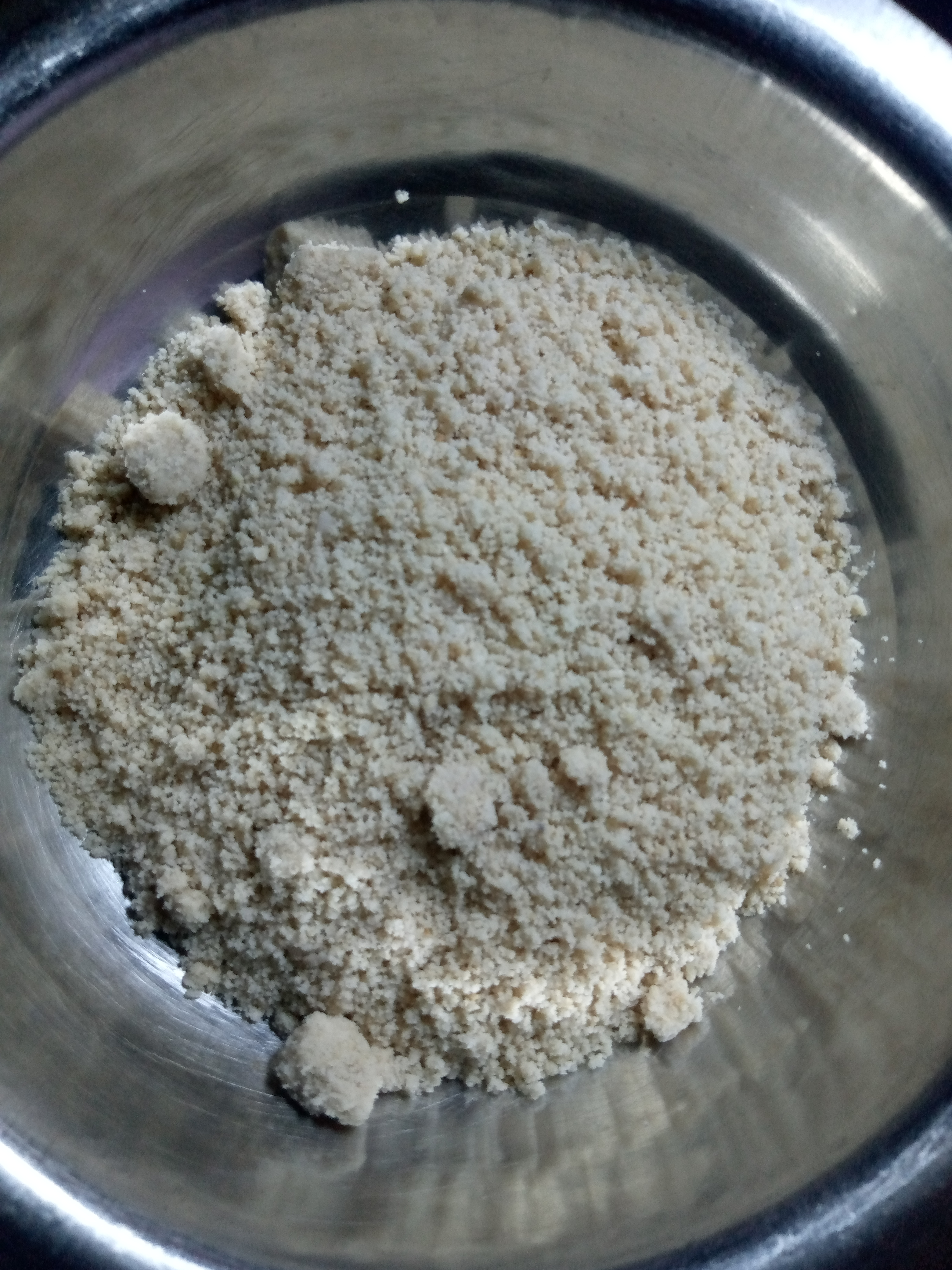
Порошок егусі з лимонним порошком